# Gare de Nonancourt
Gare de Nonancourt vasútállomás Franciaországban, Nonancourt településen.

## Vasútvonalak
Az állomást az alábbi vasútvonalak érintik:
- Saint-Cyr-Surdon-vasútvonal

## Kapcsolódó állomások
A vasútállomáshoz az alábbi állomások vannak a legközelebb:
- Gare de Verneuil-sur-Avre
- Gare de Dreux